# Saint-Riquier-ès-Plains
Pour les articles homonymes, voir Riquier.
Saint-Riquier-ès-Plains est une commune française située dans le département de la Seine-Maritime en région Normandie.

## Géographie
|            | Saint-Sylvain           | Ingouville |
| Vittefleur | Saint-Riquier-ès-Plains | Néville    |
|            |                         | Ocqueville |

### Hydrographie
La commune est située dans le bassin Seine-Normandie. Elle n'est drainée par aucun cours d'eau,.

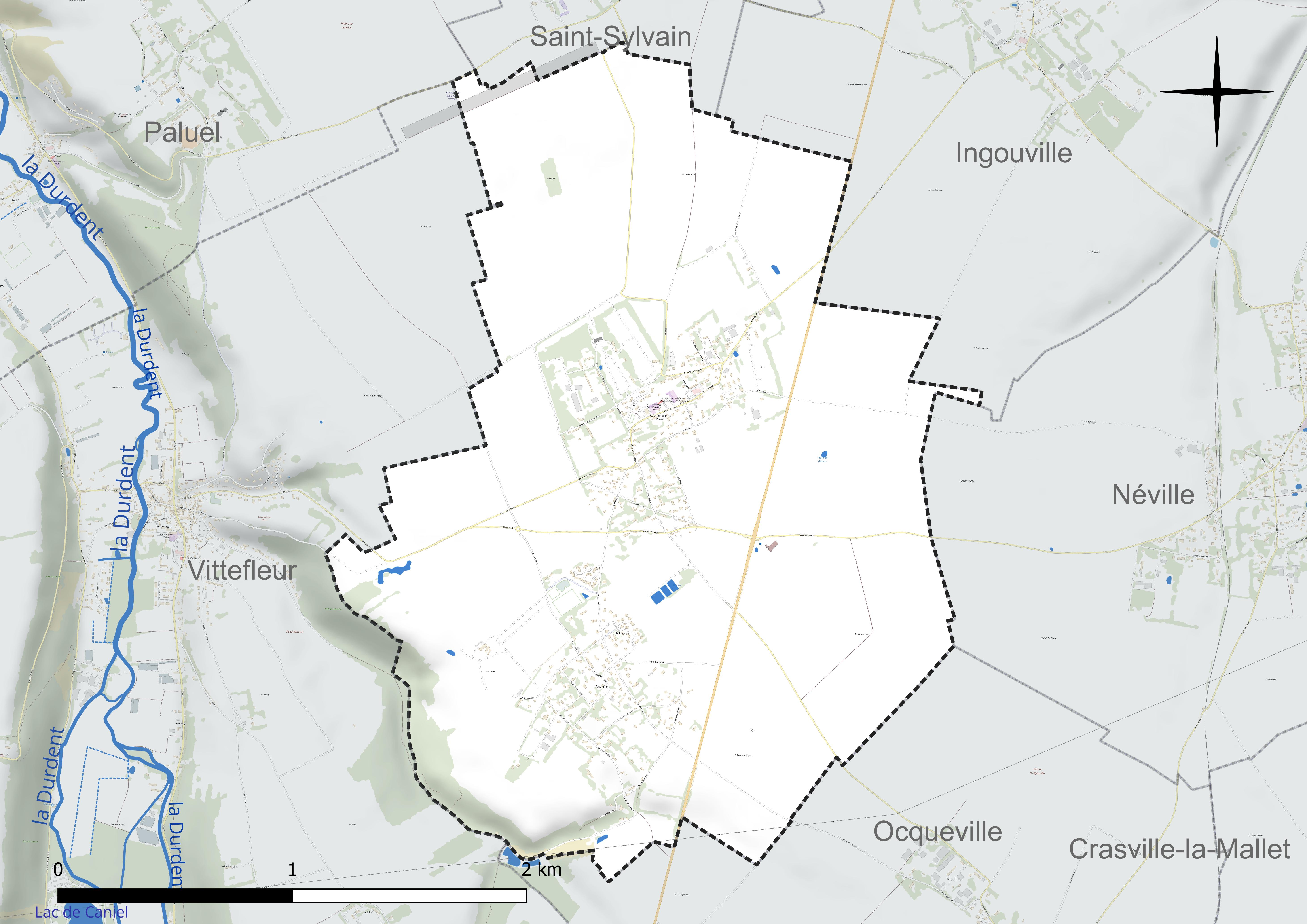
Réseau hydrographique de Saint-Riquier-ès-Plains.

### Climat
Pour des articles plus généraux, voir Climat de la Normandie et Climat de la Seine-Maritime.
En 2010, le climat de la commune est de type climat océanique franc, selon une étude du CNRS s'appuyant sur une série de données couvrant la période 1971-2000. En 2020, Météo-France publie une typologie des climats de la France métropolitaine dans laquelle la commune est exposée à un climat océanique et est dans la région climatique Côtes de la Manche orientale, caractérisée par un faible ensoleillement (1 550 h/an) ; forte humidité de l’air (plus de 20 h/jour avec humidité relative > 80 % en hiver), vents forts fréquents. Parallèlement le GIEC normand, un groupe régional d’experts sur le climat, différencie quant à lui, dans une étude de 2020, trois grands types de climats pour la région Normandie, nuancés à une échelle plus fine par les facteurs géographiques locaux. La commune est, selon ce zonage, exposée à un « climat maritime », correspondant au Pays de Caux, frais, humide et pluvieux, légèrement plus frais que dans le Cotentin.
Pour la période 1971-2000, la température annuelle moyenne est de 10,4 °C, avec une amplitude thermique annuelle de 12,4 °C. Le cumul annuel moyen de précipitations est de 907 mm, avec 12,9 jours de précipitations en janvier et 8,7 jours en juillet. Pour la période 1991-2020, la température moyenne annuelle observée sur la station météorologique la plus proche, située sur la commune d'Ectot-lès-Baons à 23 km à vol d'oiseau, est de 10,8 °C et le cumul annuel moyen de précipitations est de 905,5 mm,. Pour l'avenir, les paramètres climatiques de la commune estimés pour 2050 selon différents scénarios d’émission de gaz à effet de serre sont consultables sur un site dédié publié par Météo-France en novembre 2022.

## Urbanisme

### Typologie
Au 1er janvier 2024, Saint-Riquier-ès-Plains est catégorisée commune rurale à habitat dispersé, selon la nouvelle grille communale de densité à sept niveaux définie par l'Insee en 2022.
Elle est située hors unité urbaine. Par ailleurs la commune fait partie de l'aire d'attraction de Saint-Valery-en-Caux, dont elle est une commune de la couronne,. Cette aire, qui regroupe 17 communes, est catégorisée dans les aires de moins de 50 000 habitants,.

### Occupation des sols
L'occupation des sols de la commune, telle qu'elle ressort de la base de données européenne d’occupation biophysique des sols Corine Land Cover (CLC), est marquée par l'importance des territoires agricoles (67,5 % en 2018), en diminution par rapport à 1990 (84,5 %). La répartition détaillée en 2018 est la suivante : 
terres arables (67,5 %), zones urbanisées (17,1 %), espaces verts artificialisés, non agricoles (13 %), forêts (2 %), zones industrielles ou commerciales et réseaux de communication (0,5 %). L'évolution de l’occupation des sols de la commune et de ses infrastructures peut être observée sur les différentes représentations cartographiques du territoire : la carte de Cassini (XVIIIe siècle), la carte d'état-major (1820-1866) et les cartes ou photos aériennes de l'IGN pour la période actuelle (1950 à aujourd'hui).

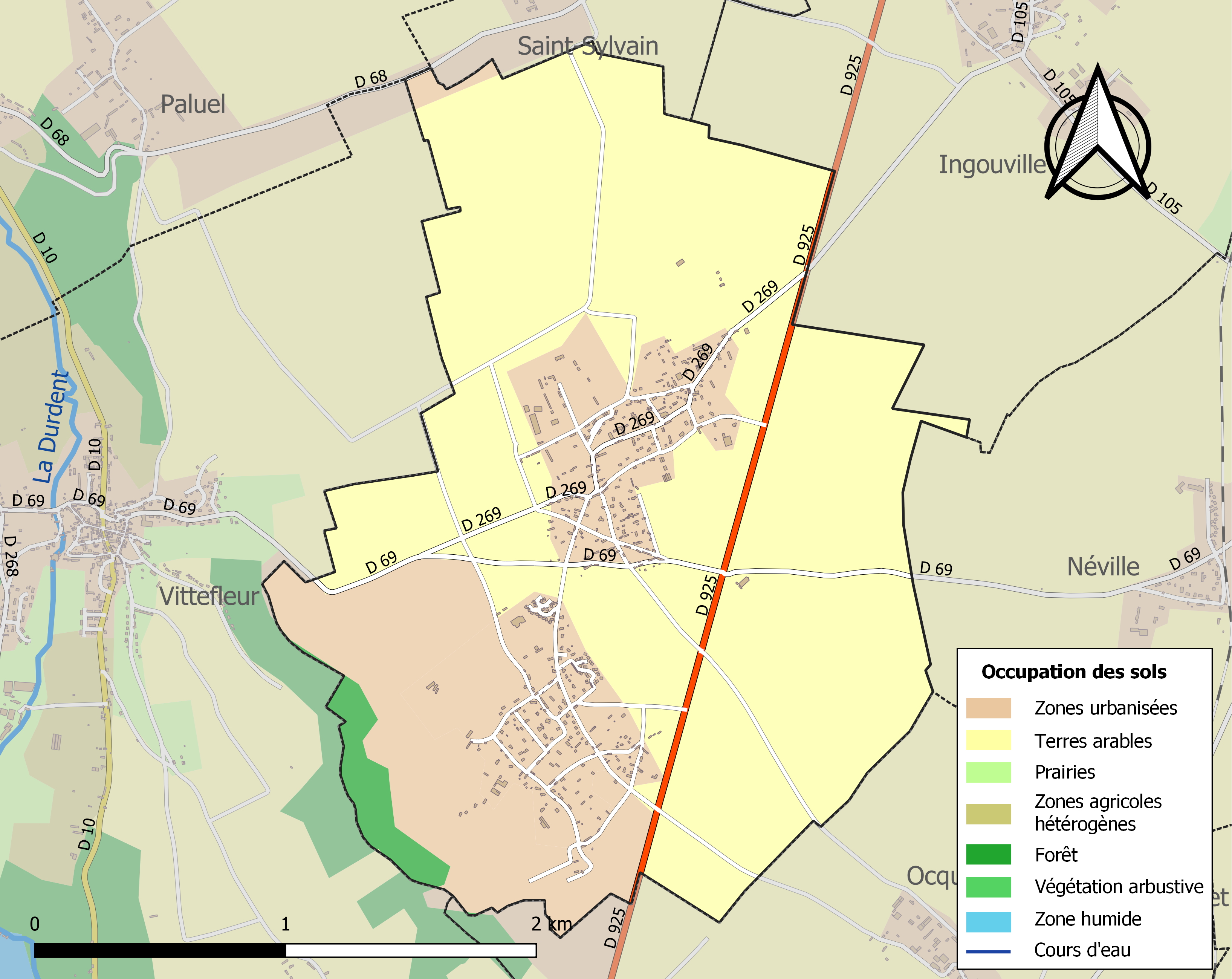
Carte des infrastructures et de l'occupation des sols de la commune en 2018 (CLC).

## Toponymie
Le nom de la localité est attesté sous les formes Sancti Richarii vers 1025, Saint Riquier in Planis en 1276.
L'hagiotoponyme, Saint-Riquier, fait référence à Riquier de Centule, l'église lui est dédiée.
Le complément attesté dès 1276 (in Planis) s'applique à une petite région qui correspond approximativement au canton de Saint-Valery-en-Caux.
Au cours de la Révolution française, la commune porte provisoirement le nom de Ès-Plains-sur-Mer.

## Politique et administration

### Rattachements administratifs et électoraux
La commune se trouve depuis 1926 dans l'arrondissement de Dieppe du département de la Seine-Maritime. Pour l'élection des députés, elle fait partie depuis 1988 de la dixième circonscription de la Seine-Maritime.
Elle fait partie depuis 1793 du canton de Saint-Valery-en-Caux. Dans le cadre du redécoupage cantonal de 2014 en France, ce canton, dont la commune est toujours membre, est modifié, passant de 14 à 77 communes.

### Intercommunalité
La commune est membre de la Communauté de communes de la Côte d'Albâtre, un établissement public de coopération intercommunale (EPCI) à fiscalité propre créé initialment en 2001 et qui succédait au District de la région de Paluel.

### Liste des maires
| Période                                  | Période                    | Identité        | Étiquette | Qualité                                                                                    |
| ---------------------------------------- | -------------------------- | --------------- | --------- | ------------------------------------------------------------------------------------------ |
| Les données manquantes sont à compléter. |                            |                 |           |                                                                                            |
| mars 1971                                | mars 1989                  | Raoul Resse     |           |                                                                                            |
| mars 1989                                | mars 1995                  | M. Lemaitre     |           |                                                                                            |
| mars 2001                                | mars 2008                  | Christian Ridel |           |                                                                                            |
| mars 2008                                | En cours (au 10 août 2020) | Patrick Victor  |           | Vice-président de la CC de la Côte d'Albâtre (2014 → 2020) Réélu pour le mandat 2020-2026, |

## Démographie
L'évolution du nombre d'habitants est connue à travers les recensements de la population effectués dans la commune depuis 1793. Pour les communes de moins de 10 000 habitants, une enquête de recensement portant sur toute la population est réalisée tous les cinq ans, les populations de référence des années intermédiaires étant quant à elles estimées par interpolation ou extrapolation. Pour la commune, le premier recensement exhaustif entrant dans le cadre du nouveau dispositif a été réalisé en 2005.

En 2022, la commune comptait 628 habitants, en évolution de +5,72 % par rapport à 2016 (Seine-Maritime : +0,35 %, France hors Mayotte : +2,11 %).
| 1793 | 1800  | 1806  | 1821  | 1831  | 1836  | 1841  | 1846  | 1851  |
| ---- | ----- | ----- | ----- | ----- | ----- | ----- | ----- | ----- |
| 918  | 1 018 | 1 011 | 1 037 | 1 048 | 1 066 | 1 033 | 1 008 | 1 034 |

| 1856  | 1861 | 1866 | 1872 | 1876 | 1881 | 1886 | 1891 | 1896 |
| ----- | ---- | ---- | ---- | ---- | ---- | ---- | ---- | ---- |
| 1 020 | 990  | 926  | 921  | 895  | 917  | 820  | 706  | 629  |

| 1901 | 1906 | 1911 | 1921 | 1926 | 1931 | 1936 | 1946 | 1954 |
| ---- | ---- | ---- | ---- | ---- | ---- | ---- | ---- | ---- |
| 570  | 585  | 552  | 494  | 456  | 420  | 404  | 421  | 394  |

| 1962 | 1968 | 1975 | 1982 | 1990 | 1999 | 2005 | 2006 | 2010 |
| ---- | ---- | ---- | ---- | ---- | ---- | ---- | ---- | ---- |
| 387  | 335  | 310  | 459  | 513  | 578  | 596  | 592  | 590  |

| 2015 | 2020 | 2022 | - | - | - | - | - | - |
| ---- | ---- | ---- | - | - | - | - | - | - |
| 593  | 614  | 628  | - | - | - | - | - | - |

## Culture locale et patrimoine

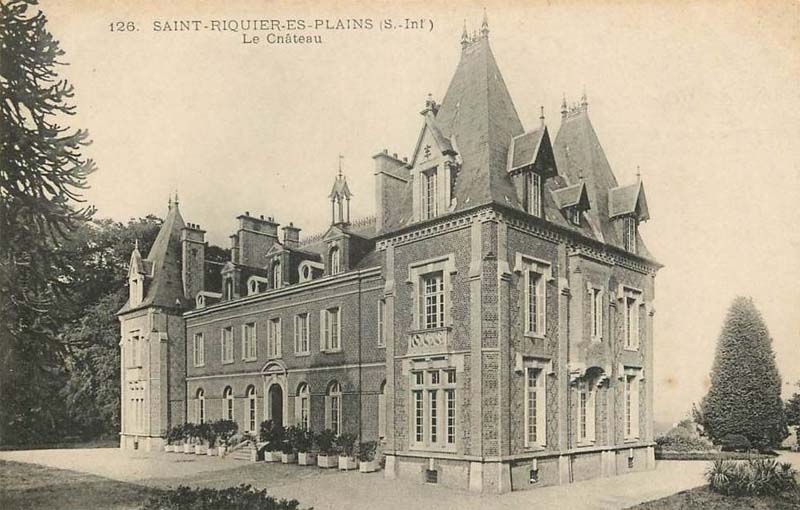
Carte postale du château vers 1920.

### Lieux et monuments
Église Saint-Riquier.

## Pour approfondir